# Alef Vieira Santos
Alef Vieira Santos (* 10. September 1993 in Itabuna), auch bekannt als Alef, ist ein brasilianischer Fußballspieler.

## Karriere
Seinen ersten Vertrag unterschrieb Alef Vieira Santos 2011 bei Avaí FC in Florianópolis. 2013 wechselte er in das B–Team von Internacional Porto Alegre in Porto Alegre. 2014 wurde er an Paraná Clube, einem Club aus Curitiba ausgeliehen. Joinville EC aus Joinville lieh ihn 2015 aus. Red Bull Brasil, ein Club aus Campinas, nahm ihn 2016 unter Vertrag. Nach einem Jahr wechselte er nach Campinas zum Guarani FC. Über die Stationen Operário FC (MT) und Cuiabá EC unterschrieb er für 2020 einen Vertrag in Thailand beim Suphanburi FC. Der Verein spielt in der ersten Liga, der Thai League, und ist in Suphanburi beheimatet. Nach 29 Erstligaspielen für Suphanburi wechselte er im Mai 2021 nach Khon Kaen zum Erstligaaufsteiger Khon Kaen United FC. Nach guten Leistungen wurde sein Vertrag in Khon Kaen im Juli 2022 um ein Jahr verlängert. Nach zwei Spielzeiten, in denen er 43 Ligaspiele absolvierte, wurde sein Vertrag im Sommer 2023 nicht verlängert. Im Juli 2023 zog es ihn nach Indonesien, wo er sich dem Erstligisten Bhayangkara FC in Jakarta anschloss. Für den Hauptstadtverein bestritt er neun Ligaspiele. Ende Oktober 2023 wurde sein Vertrag nicht verlängert. Im Januar 2024 kehrte er nach Thailand zurück. Hier schloss er sich in Chiangmai dem Zweitligisten Chiangmai FC an. Am Ende der Saison 2023/24 belegte er mit dem Klub den vierten Tabellenplatz und qualifizierte sich somit für die Aufstiegsspiele zur ersten Liga. Hier konnte man sich jedoch nicht durchsetzen. Nach 14 Ligaspielen wurde sein Vertrag im Sommer 2024 nicht verlängert.

## Erfolge
Internacional Porto Alegre
- Campeonato Gaúcho de Futebol: 2014

Cuiabá EC
- Campeonato Matogrossense de Futebol: 2019

Guarani FC
- Campeonato Paulista Série A2: 2018